# عمارة بلمونت
عمارة بلمونت هي ناطحة سحاب تقع على ضفاف نهر النيل في حي جاردن سيتي بالقاهرة، مصر. قام بتصميمها وبنائها المهندس نعوم شبيب ويتكون البرج من 31 طابق وتم الانتهاء منه عام 1958.
اسم المبنى الأصلي هو عمارة ثابت ثابت نسبه لمالكه الأول لكنه أشتهر بعمارة بلمونت نسبة لأعلان سجائر بلمونت الذي كان يتواجد على سطح العمارة.